# 鄭月波
鄭月波（1907年—1991年），近現代水墨畫家，開創「隔紙畫」與「革新指畫」的獨特畫風。

## 生平
鄭月波出生於新加坡，20歲前曾多次隨父母移居緬甸、越南及馬來西亞等地。 :1551928年在友人資助下報考杭州藝專，開始接受專業的美術訓練。他一開始就讀西畫系，後轉入圖案系。然其西畫基礎對他終生的繪畫研究關係密切。於杭州藝專期間，受校長林風眠及擅長指畫的國畫老師潘天壽之影響，體現在他日後的藝術創作上 。畢業之後他曾出任教職，也曾與同學合夥開設公司。1943年，在山東煙台舉辦首次個展，隔年又在上海辦理第二次個展。1948年，鄭氏於中國油輪公司服務期間，被調派至台灣高雄擔任辦事員，後便於台灣發展。1952年，他受聘專任省立師範學院的專任圖案及素描老師，其後便於台灣、日本等地多有展出。1960年，鄭月波與馬紹文、王展如、林玉山、胡克敏、傅狷夫、季康等人，組成以水墨創作為主的「八朋畫會」，其後舉行了至少4次「八朋聯展」。他於1962年應聘籌設台灣國立藝專美術科，並兼科主任。鄭氏自1967年因故旅居美國，於加州開設畫廊「中華藝苑」。旅美期間與張大千比鄰而居，兩人互動頻繁，留下不少張大千為其補景或題詠的作品。鄭氏後期持續有個展及聯展在美國、台灣與新、馬、泰等華僑旅居地區展出。 :155-159

## 藝術風格
一般認為鄭月波的「隔紙畫」與「指畫」兩項繪畫技巧最具特色。:11 他的「隔紙畫」大膽嘗試紙與墨的特性，「指畫」則在傳統之外，更善於利用指頭抹筆及指甲背的皴擦，讓畫面擁有更多立體感。 此外，學者盧瑞廷認為鄭月波還利用西方技法結合東方「虛實相生」的觀念，將「留白」、「虛」的觀念，適當的融入寫實表現，呈現出「在似與不似之間」的美學風格。 :145-154